# 川田順造
川田 順造（かわだ じゅんぞう、1934年〈昭和9年〉6月20日 - 2024年〈令和6年〉12月20日）は、日本の人類学者（文化人類学）。文化勲章受章者。学位は、博士（パリ第5大学）。東京外国語大学名誉教授、広島市立大学名誉教授。位階は従三位。文化功労者。
埼玉大学助教授、東京外国語大学アジア・アフリカ言語文化研究所教授、広島市立大学国際学部教授、神奈川大学日本常民文化研究所特別招聘教授などを務めた。
サバンナでモシ族と生活をともにするなかで、言葉や音楽が西洋的概念だけでは律しきれないことを実証。著書に、文字にしたのでは消えてしまう声を記録分析した『聲』(1988年)のほか、『富士山と三味線』(2013年)など。

## 経歴
出生から修学期
1934年（昭和9年）6月20日、東京都深川で生まれた。暁星中学校、大学入学資格検定を経て、東京大学教養学科理科Ⅱ類から文化人類学・人文地理学分科に進学。1958年（昭和33年）、同学科卒業後、同大学大学院生物系研究科人類学専攻へ進学。在学中、フランス政府給費留学生として、パリ高等研究院第6分科へ留学。1965年（昭和40年）に帰国し、大学院を単位取得退学。
文化人類学者として
東京大学教養学部人文科（文化人類学）助手に就いた。1966年（昭和41年）、埼玉大学教養学部助手となった。1970年（昭和45年）、埼玉大学を退職。1971年（昭和46年）、パリ第5大学へ学位論文を提出し、民族学博士号を取得。1976年（昭和51年）、東京外国語大学アジア・アフリカ言語文化研究所助教授となった。1984年、同教授に昇格。1997年（平成9年）、東京外国語大学を停年退職。その後は、広島市立大学国際学部教授として教鞭をとった。また、神奈川大学日本常民文化研究所特別招聘教授も務めた。神奈川県湯河原町に在住。
学界では、2021年（令和3年）より日本民俗学会名誉会員。
2024年（令和6年）12月20日、誤嚥性肺炎のため死去した。90歳没。死没日付を以て従三位に叙された。

## 受賞・栄典
受賞
- 1974年：『曠野から』で日本エッセイスト・クラブ賞を受賞[1]。
- 1988年：『聲』で藤村記念歴程賞を受賞[1]。
- 1991年：アカデミー・フランセーズのフランス語圏大賞のメダルを授与[7]。
- 1992年：『口頭伝承論』で毎日出版文化賞を受賞[1]。

栄典
- 1995年 - フランス共和国政府より教育功労章[1]。
- 2001年 - 紫綬褒章[3]。
- 2009年 - 文化功労者[3]。
- 2010年 - 瑞宝重光章[3]。
- 2017年 - ブルキナファソ政府文化功労章[3]。
- 2021年 - 文化勲章[8]。
- 2024年 - 従三位[6][9]

## 研究内容
主としてアフリカを対象として民俗学的調査を行い、数多くの著作を著している。文化人類学の普及にも努め、クロード・レヴィ＝ストロースの『悲しき熱帯』の翻訳でも知られる。
語りや音楽などによる非文字コミュニケーションの研究において「口頭伝承論」の領域を切り開き、ヨーロッパ、西アフリカ、日本の3つの文化を比較考量する「文化の三角測量」を提唱した。

## 著書
単著
- 『マグレブ紀行』（中公新書, 1971年、復刊 1999年）
- 『曠野から―アフリカで考える』（筑摩書房, 1973年）
中公文庫, 1976年／法蔵館文庫, 2025年5月。解説：柴田翔・四方田犬彦
- 『無文字社会の歴史―西アフリカ・モシ族の事例を中心に』（岩波書店, 1976年）
改訂再刊：岩波同時代ライブラリー, 1990年、岩波現代文庫, 2001年
- 『サバンナの博物誌』（新潮社〈新潮選書〉, 1979年／ちくま文庫, 1991年）
- 『サバンナの手帖』（新潮社〈新潮選書〉, 1981年／講談社学術文庫, 1995年）
- 『聲』（筑摩書房, 1988年／ちくま学芸文庫, 1998年）
- 『西の風・南の風―文明論の組みかえのために』（河出書房新社, 1992年）
- 『口頭伝承論』（河出書房新社, 1992年）
改訂：平凡社ライブラリー 上下, 2001年
- 『地域からの世界史（9）アフリカ』（朝日新聞社, 1993年）
  - 改訂『アフリカの歴史』（角川ソフィア文庫, 2022年）
- 『アフリカの心とかたち』（岩崎美術社, 1995年）
- 『サバンナに生きる』（くもん出版, 1995年）、写真文集
- 『ブラジルの記憶―「悲しき熱帯」は今』（NTT出版, 1996年／中公文庫, 2010年）
- 『サバンナ・ミステリー　真実を知るのは王か人類学者か』（NTT出版, 1999年）
- 『コトバ・言葉・ことば―文字と日本語を考える』（青土社, 2004年）
- 『アフリカの声―「歴史」への問い直し』（青土社, 2004年）
- 『人類の地平から―生きること死ぬこと』（ウェッジ, 2004年）
- 『人類学的認識論のために』（岩波書店, 2004年）
- 『母の声、川の匂い―ある幼時と未生以前をめぐる断想』（筑摩書房, 2006年）
- 『文化人類学とわたし』 （青土社, 2007年）
- 『もうひとつの日本への旅―モノとワザの原点を探る』（中央公論新社, 2008年）
- 『文化の三角測量　川田順造講演集』（人文書院, 2008年）
- 『文化を交叉させる 人類学者の眼』（青土社, 2010年）
- 『日本を問い直す 人類学者の視座』（青土社, 2010年）
- 『江戸＝東京の下町から　生きられた記憶への旅』（岩波書店, 2011年）
- 『富士山と三味線　文化とは何か』（青土社, 2014年）
- 『〈運ぶヒト〉の人類学』（岩波新書, 2014年）
- 『人類学者への道』（青土社, 2016年）
- 『レヴィ=ストロース論集成』（青土社, 2017年）
- 『人類学者の落語論』（青土社, 2020年）

編著
- 『黒人アフリカの歴史世界　民族の世界史 12』(山川出版社, 1987年）
- 『アフリカ論―人間と文化の原点を求めて』（放送大学教育振興会, 1987年、改訂版 1993年）
- 『「未開」概念の再検討』全2巻（リブロポート, 1989-91年）
- 『ヨーロッパの基層文化』（岩波書店, 1995年）
- 『ニジェール川大湾曲部の自然と文化』（東京大学出版会, 1997年）
- 『アフリカ入門』（新書館, 1999年）
- 『文化としての経済』(シリーズ国際交流 7)（山川出版社, 2001年）
- 『近親性交とそのタブー―文化人類学と自然人類学のあらたな地平』（藤原書店, 2001年、新版 2018年）
- 『ヒトの全体像を求めて―21世紀ヒト学の課題』（藤原書店, 2006年）
- 『アフリカ史　新版 世界各国史 10』(山川出版社, 2009年）
- 『響き合う異次元　音・図像・身体』（平凡社, 2010年）
- 『ナショナル・アイデンティティを問い直す』（山川出版社, 2017年）

共著・共編著
- （武満徹）『音・ことば・人間――往復書簡』（岩波書店, 1980年／岩波同時代ライブラリー, 1992年）
- （徳丸吉彦）『口頭伝承の比較研究』全4巻（弘文堂, 1984-88年）
- （坂部恵）『ときをとく―時をめぐる宴』（リブロポート, 1987年）、対話録
- （福井勝義）『民族とは何か』（岩波書店, 1988年）
- （伊谷純一郎・小田英郎・田中二郎・米山俊直）『アフリカを知る事典』（平凡社, 1989年、増訂版 1999年）
- （岡田英弘・樺山紘一・山内昌之）『歴史のある文明・歴史のない文明』（筑摩書房, 1992年）
- （上村忠男）『文化の未来―開発と地球化のなかで考える』（未來社, 1997年）、オンデマンド版 2007年
- （エリ・ウィーゼル）『介入?―人間の権利と国家の論理』（藤原書店, 1997年）
- （岩井克人・鴨武彦・恒川惠市・原洋之介・山内昌之）『岩波講座 開発と文化』全7巻（岩波書店, 1997-98年）
- （石毛直道）『地域の世界史（8）生活の地域史』（山川出版社, 2000年）
- （大貫良夫）『地域の世界史（4）生態の地域史』（山川出版社, 2000年）
- （湯浅譲二）『人間にとっての音⇔ことば⇔文化』（洪水企画「燈台ライブラリ」, 2012年）- 書簡・対論

訳書
- アンリ・レーマン『アメリカ大陸の古代文明』（白水社〈文庫クセジュ〉, 1959年）
- ドニーズ・ボーム『アフリカの民族と文化』（白水社〈文庫クセジュ〉, 1961年）、重版多数
- ローランド・オリヴァー編『アフリカ史の曙』（岩波新書 青版, 1962年）
- アズララ『大航海時代叢書 第2巻　西アフリカ航海の記録 ギネー発見征服誌』（長南実訳、岩波書店, 1967年）- 注解を担当
- レヴィ=ストロース 『悲しき熱帯』（中央公論社「世界の名著」, 1967年）、抄訳版（泉靖一責任編集、新版 中公バックス）
  - 『悲しき熱帯』中央公論社, 1977年／改訳版 中公クラシックス, 2001年 - 各・全訳版、全2巻
- レヴィ=ストロース『構造人類学』（生松敬三、荒川幾男、佐々木明、田島節夫共訳、みすず書房, 1972年）、度々新装版
- クロード・メイヤスー『家族制共同体の理論――経済人類学の課題』（原口武彦共訳、筑摩書房, 1977年）
- レヴィ=ストロース『現代世界と人類学―第三のユマニスムを求めて』（渡辺公三共訳、サイマル出版会, 1988年）
  - 改訂再刊『レヴィ=ストロース講義―現代世界と人類学』（平凡社ライブラリー, 2005年）
- レヴィ=ストロース『ブラジルへの郷愁』（みすず書房, 1995年／改訂版 中央公論新社, 2010年）- 写真集解説（前者は大判）
- レヴィ=ストロース『月の裏側　日本文化への視角』（中央公論新社, 2014年）